# ロシア文化
ロシア文化（ロシアぶんか、ロシア語: Культура России、ローマ字転記: Kul'tura Rossii、発音: [kʊlʲˈturə rɐˈsʲiɪ]）とは、ロシア連邦という国の歴史や地理、広大な国土、多様な民族および伝統的風習、東方正教会などが交錯して生まれた複雑な文化集合体である。
ロシアの文化は主に西洋、特に西欧文化の影響を受けて独自の風格を形成してきたが、一部には東洋の要素も見られている。ロシア人の文学家や哲学者はヨーロッパのさまざまな主義、特に社会主義と共産主義の分野において非常に重要な役割を果たし、クラシック音楽やバレエ、スポーツ、絵画、映画の分野にも大きな影響を与えていた。また、科学技術や宇宙探査の分野では、地球人として先駆的な貢献をしてきた。

## 概要と簡史

### 中世
ロシアの歴史は、原始時代の東スラヴ人の歴史から始まり、その文献的起点は、862年に北欧のヴァリャーグ人（ノルマン人の一種）が統治する「ルーシ」にあった。882年にはノヴゴロドの王子オレグがキエフという都市を占領し、東スラヴ人の北部と南部の領土を1つの政権に統一した。この後、10世紀末には統治の中心がキエフに移され、南北地域が引き続き統治され、国名も「キエフ・ルーシ」へと改名した。988年には、キエフ・ルーシはビザンティン帝国からキリスト教を受け、ビザンティン文化とスラヴ文化の融合を促進していて、以降のロシア文化の基盤が形成されていた。
しかし、1237年から1240年にかけて、モンゴル帝国の侵攻によってキエフ・ルーシは解体した。13世紀以降、モスクワという都市はロシアの政治的および文化的な中心地となり、周辺の小さなルーシ系の公国の多くを呑み込まれ、「モスクワ大公国」となった。15世紀末までに、モスクワ大公国はイヴァン大帝の統治下で、モンゴルから完全な独立を取り戻し、ロシアの領土統一を推進ていた。
1547年にはイヴァン雷帝により、モスクワ大公国は「ロシア・ツァーリ国」へと改名した。その後には、「動乱時代」に入って政治的混乱が続いたが、16世紀末まで、ロシアは太平洋に至る広大な土地を支配下に置いていた。一方で、国内では少数民族による反乱が多発し、1670年から1671年にかけてコサックの指導者ステンカ・ラージンが率いた反乱がその一例であった。

### 近代
1721年、大北方戦争の終結後、ピョートル大帝はロシア・ツァーリ国の国名を西欧帝国の慣例に従って「ロシア帝国」に変更した。彼はまた、新首都としてサンクトペテルブルクを設立し、西欧文化はこの時からロシアの主流的な文化として知られていた。1762年、女帝エカチェリーナはロシアを統治し始め、西洋化政策をさらに継続させるとともに、ロシア啓蒙時代を切り開いていた。女帝エカチェリーナの孫であるアレクサンドル1世は、フランス皇帝ナポレオン1世の侵攻を退け、ロシアを欧州列強の1つに押し上げていた。
19世紀には農民反乱が激化し、1861年のアレクサンドル2世による農奴制廃止がその頂点となっていた。1906年から1917年にかけて設置されたドゥーマ（議会）を含む改革も試みられたが、経済の崩壊、第一次世界大戦への失敗、そして政府の専制政治への不満が1917年のロシア革命を引き起こした。この失敗は十月革命へと繋がっていた。

### 現代
1922年、ソビエト・ロシアはウクライナ、ベラルーシ、ザカフカースとともに『ソビエト連邦創設条約』を締結し、「ソビエト連邦」、つまりソ連が正式に成立した。ソ連の創設から滅亡まで、「ロシアの歴史＝ソ連の歴史」という認識は正しいとは言える。この間、ソ連は第二次世界大戦での勝利をも収め、その後の冷戦時代には、米国をはじめとする西側諸国・民主陣営と堂々と対峙し続け、共産陣営の筆頭として世界の二大超大国の1つとなった。1980年代の中期頃、ソ連の経済的・政治的な弱点が明らかになると、ミハイル・ゴルバチョフが大規模な改革を開始していた。この改革は最終的にソ連共産党の弱体化と、ソ連の解体を招き、1991年にロシアはソ連から独立を果たしたことによって、ソ連は滅亡した。ソ連傘下の「ロシア・ソビエト連邦社会主義共和国」は「ロシア連邦」に改名し、世界から「ソ連の立場を継承する国家」と見なされている。
その後、ウラジーミル・プーチン大統領を中心とする新政権が、2000年代に中央計画経済と国家財産所有制を廃止し、政治的・経済的権力を掌握していた。経済成長により、ロシアは再び世界の主要国としての地位を回復していた。しかし、2014年のクリミア半島併合をきっかけにアメリカやEU（欧州連合）から経済制裁を受け、2022年のウクライナ侵攻によって制裁がさらに拡大していた。プーチン政権下での腐敗はヨーロッパで最悪と評価されており、ロシアの人権状況は国際的な批判を受けている。

## 言語や文字における文化
ロシアには約160の民族グループが存在し、およそ100の言語が話されている。2002年の国勢調査によれば、1億4260万人がロシア語を話し、次いでタタール語が530万人、ウクライナ語が180万人によって話されている。ロシア語は唯一の公式国家語だが、憲法により各共和国はロシア語に加えて自国の言語を共同公用語とする権利を有している。ロシア語は広範囲に分布しているにも関わらず、ロシア全域で均質的に使用されている。ロシア語はユーラシア大陸で最も地理的に広く分布している言語であり、また最も広く話されているスラヴ系言語である。
ロシア語はインド・ヨーロッパ語族に属し、東スラヴ語派の現存する言語の1つである。ほかの東スラヴ語派にはベラルーシ語やウクライナ語、ルシン語があり、古東スラヴ語（古ロシア語）の文書は10世紀以降に遡ることができる。
世界の科学文献の4分の1以上がロシア語で発表され、ロシア語は普遍的な知識の符号化および保存の手段としても使用されており、世界の情報の60〜70%が英語とロシア語で発信されている。また、標準ロシア語は国際連合の6つの公用語の1つでもある。

### 哲学
トルストイやドストエフスキーのような一部のロシアの作家は、哲学者としても知られているが、多くの作家は主に哲学的著作で知られている。ロシア哲学は19世紀以降に花開き、当初は「西欧化派」と「スラヴ主義者」という対立によって特徴づけられた。西欧化派は、西洋、特に西欧の政治・経済体制を全面的に採用すべきだと主張し、一方でスラヴ主義者は、ロシアの伝統を断固として維持し、西欧とは異なる独自の発展を目指すべきだと主張していた。後者のグループには、ニコライ・ダニレフスキーやコンスタンティン・レオンチェフが含まれ、彼らは初期のユーラシア主義の創始者とされている。

その後の展開において、ロシア哲学は常に文学との深い結びつきと、創造性や社会、政治、民族主義への関心によって特徴づけられた。また、宇宙や宗教も主要なテーマでした。19世紀後半から20世紀初頭にかけての著名な哲学者には、ウラジーミル・ソロヴィヨフ、セルゲイ・ブルガーコフ、パーヴェル・フロレンスキー、ニコライ・ベルジャーエフ、ウラジーミル・ロスキー、ウラジーミル・ヴェルナツキーなどが居た。20世紀に入ると、ロシア哲学はほぼ完全にマルクス主義に移行した。

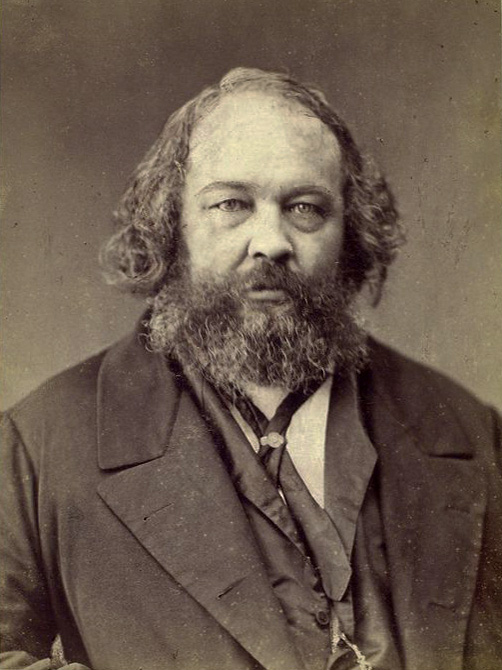
ミハイル・アレクサンドロヴィチ・バクーニン
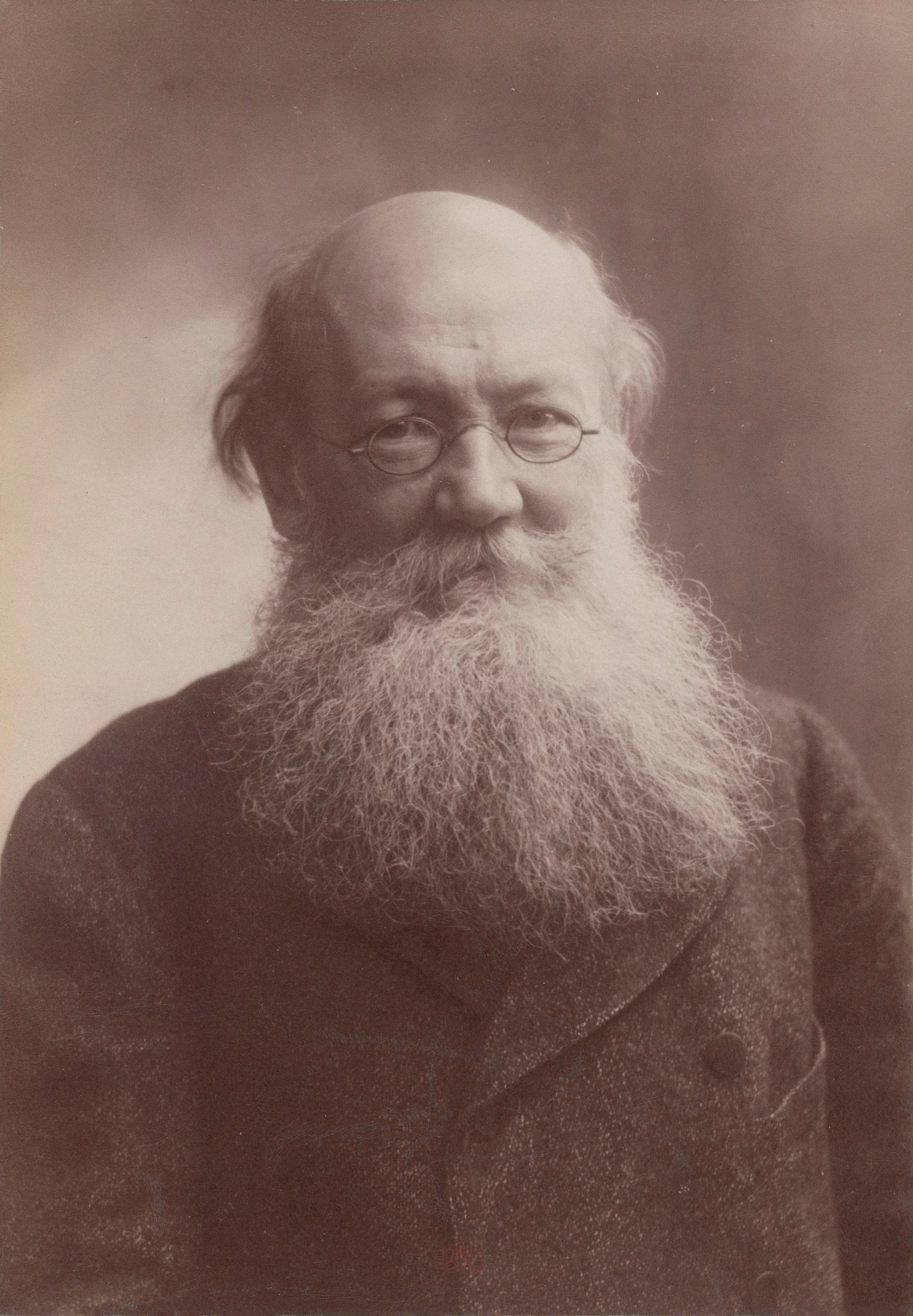
ピョートル・アレクサンドロヴィチ・クロポトキン
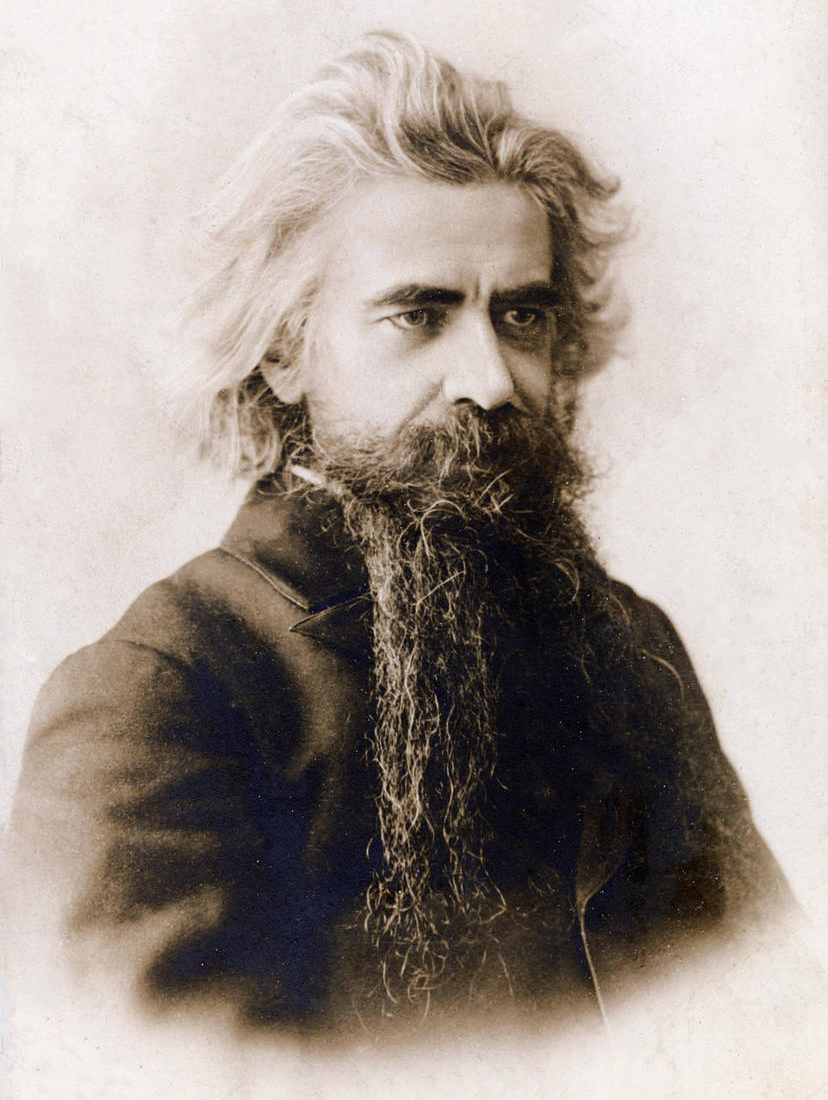
ウラジーミル・セルゲーヴィチ・ソロヴィヨフ
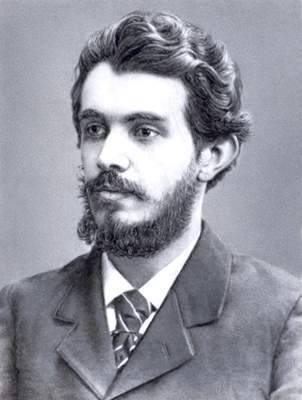
ニコライ・アレクサンドロヴィチ・ベルジャーエフ

### ユーモア

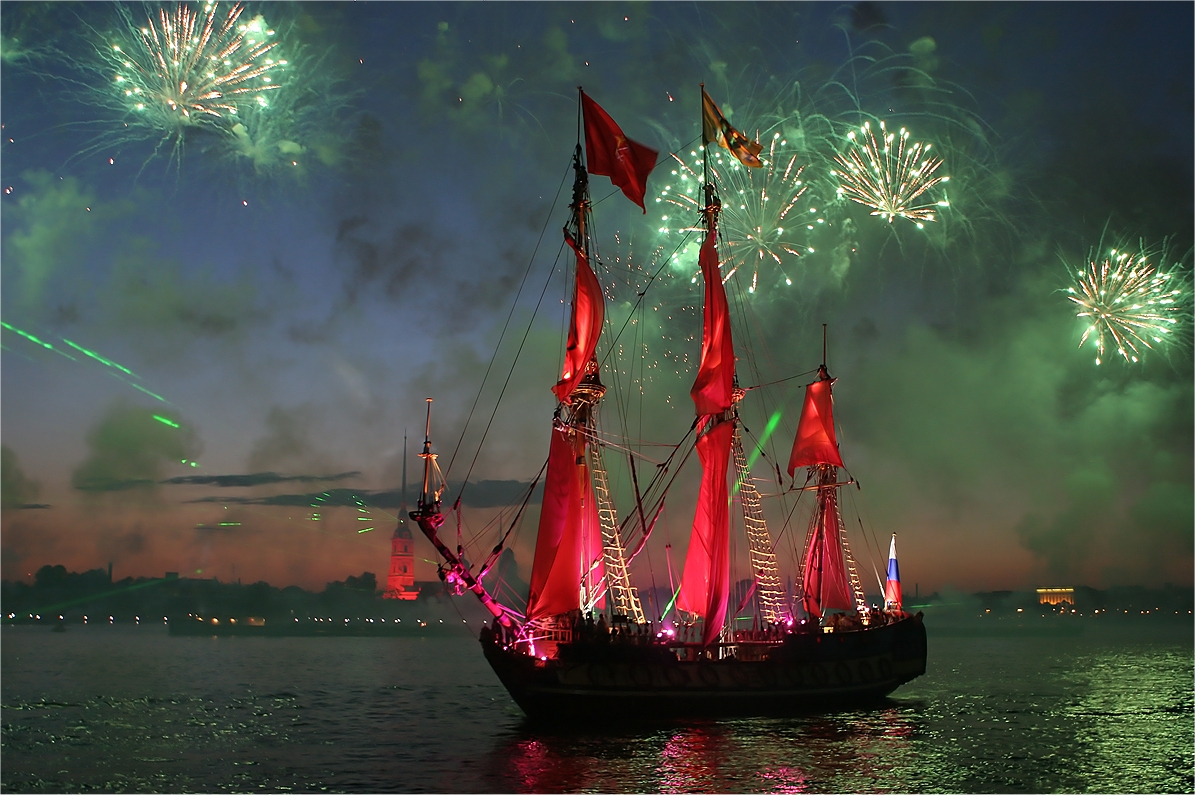
サンクトペテルブルクの模型戦艦は、西欧や海洋との接触を望んでいたロシアを示す。

ロシアのウィットの多くは、ロシア語の柔軟性と豊かさに由来し、言葉遊びや予想外の関連性を可能にしている。ほかの国々と同様に、その範囲は低俗なジョークや馬鹿げた言葉遊びから、政治風刺に至るまで幅広いものがある。
ロシアのジョーク（アネクドート）は、ロシアのユーモアの中で最も人気のある形式であり、パンチラインを持つ短い架空の物語や対話である。ロシアのジョーク文化には、固定されたおなじみの設定やキャラクターを特徴とするカテゴリーがいくつかある。驚きを生む効果は、無限に変化するプロットによって達成される。ロシア人は政治、夫婦、義母など、世界中で見られるテーマに関するジョークを好む。
チャストゥーシュカは、ロシアの伝統的な音楽詩の一種で、ABABまたはABCBの韻律構成を持つ四行詩である。通常、ユーモラス、風刺的、または皮肉的な性質を持ち、バラライカやアコーディオンの伴奏に合わせて音楽化されることもある。その硬直した短い形式（および、それが用いるユーモアの種類において）リメリックと類似している。この名前は、「速く話す」という意味のロシア語「части́ть」に由来している。